# 蓬萊区 (上海市)
蓬萊区（ほうらい-く）は中華人民共和国上海市にかつて存在した区。現在の黄浦区の一部に相当する。

## 歴史
1945年に滬南区が分割され設置された。1960年に邑廟区と統合され南市区に再編された。